# الأزمة السياسية البنغلادشية 2006-2008
بدأت الأزمة السياسية في بنغلاديش في الفترة الممتدة بين عامي 2006 و2008عندما تولت حكومة تصريف الأعمال السلطة في نهاية أكتوبر عام 2006 بعد انتهاء فترة إدارة الحزب الوطني البنغلاديشي. رفعت حكومة الحزب الوطني البنغلادشي سن تقاعد كبير القضاة بطريقة غير دستورية لتعيين رئيس الحكومة بشكل متحيز. وأدارت حكومة تصريف الأعمال الأمور خلال فترة التسعين يومًا المؤقتة وعقدت الانتخابات البرلمانية. بدأ الصراع السياسي مع التعيين المزعوم لكبير المستشارين، وأعطي هذا المنصب للرئيس د. أياجودين أحمد. وتميزت الفترة الانتقالية منذ البداية بالاحتجاجات العنيفة التي بدأتها رابطة عوامي، إذ قتل 40 شخصًا وجرح المئات في الشهر الأول. وكان لدى حزب بنغلاديش الوطني مشاكله تجاه العملية والمعارضة.
بعد مفاوضات مكثفة، حاولت حكومة تصريف الأعمال من خلالها جلب جميع الأحزاب السياسية إلى طاولة المفاوضات واتفقوا على انتخابات بموعد محدد، قالت رابطة عوامي في 3 يناير عام 2007 إنها ستقاطع الانتخابات - كما الأحزاب الصغيرة في حلفها الكبير - التي ستعقد في 22 يناير عام 2007. واشتكت الرابطة من عدم وجود قائمة دقيقة بالناخبين. وتبع ذلك المزيد من أعمال العنف وأعمال الشغب السياسية.
ترك «التنافس المرير» بين رابطة عوامي وحزب بنغلاديش الوطني أثره على البلاد خلال العقدين الماضيين، على الرغم من أن مواقفهما السياسية ليست متباعدة إلى حد كبير. وكانت تقود هذين الحزبين نساء تمثلن القادة المغتالين: الشيخة حسينة، وهي الابنة الكبرى لأبي الأمة الشيخ مجيب الرحمن، ورأست رابطة عوامي منذ عام 1981. وخالدة ضياء، رئيسة حزب بنغلاديش الوطني، وهي أرملة الديكتاتور ضياء الرحمن، الذي كان زعيم الحزب ومؤسسه في أواخر سبعينيات القرن العشرين.
تدخل الجيش في 11 يناير عام 2007 لدعم حكومة تصريف الأعمال للرئيس أياجودين، الذي كان قد أعلن حالة الطوارئ مسبقًا. ووافق على استقالات معظم مستشاريه. واستقال من منصب كبير المستشارين، ليحل محله فخر الدين أحمد في 12 يناير، الذي عمل سابقًا لدى البنك الدولي. قمعت الحكومة النشاط السياسي في محاولة لاستعادة الاستقرار. وفي الربيع، بدأت بالعمل على قضايا الفساد، واتهمت 160 شخصًا بأعمال تعود إلى أواخر تسعينيات القرن العشرين، بينهم قادة الحزبين، وسياسيون آخرون، وموظفون مدنيون، ورجال أعمال. في ظل حكم الحزبين السياسيين الرئيسيين اكتسبت البلاد سمعة سيئة بسبب الفساد. بالإضافة إلى ذلك، تكهن بعض المراقبين أن حكومة تصريف الأعمال كانت تحاول نفي كلا الزعيمتين لتحقيق الاستقرار في البلاد والحد من الاستقطاب السياسي. واتهمت الحكومة المؤقتة الشيخة حسينة بالقتل بعد مقتل أربعة أشخاص خلال احتجاجات في خريف عام 2006. ورأت المحكمة العليا أنه لا يمكن توجيه تهمة لخالدة ضياء بموجب قانون الطوارئ للأحداث التي وقعت قبل حالة الطوارئ، ولكنها تستطيع ذلك عند الاستئناف، وحكمت المحكمة العليا في بنغلاديش في سبتمبر عام 2007 بضرورة استمرار محاكمة خالدة ضياء. وقرابة نهاية عام 2008، تحركت الحكومة المؤقتة لاستعادة الحكومة الديمقراطية وعقدت انتخابات في ديسمبر. فازت رابطة عوامي والتحالف الكبير بأغلبية الثلثين، وشكلت الحكومة في عام 2009.

## الخلفية
وفقًا للنظام الفريد في بنغلاديش، في وقت الانتخابات البرلمانية الوطنية، التي يجب إجراؤها في غضون تسعين يومًا من حل البرلمان، تُكلف حكومة تصريف الأعمال بالإشراف على العملية وإدارتها بشكل مؤقت. أدرجت أحكام الحكومة المؤقتة عن طريق تعديل في الدستور عام 1996، بعد أن أقرت لأول مرة بطريقة غير رسمية. وتنص على أن يشغل منصب كبير المستشارين (بمكانة رئيس الوزراء) آخر رئيس متقاعد في المحكمة العليا. ويعين عشرة مستشارين كحد أقصى (بمكانة الوزراء) للمساعدة في إدارة الحكومة. تدير حكومة تصريف الأعمال جميع شؤون الدولة خلال فترة 90 يومًا المؤقتة، بما في ذلك إجراء الانتخابات البرلمانية على الصعيد الوطني. وخلال هذه الفترة الانتقالية، تُنقل مسؤولية وزارة الدفاع إلى رئيس جمهورية بنغلاديش، الذي يتولى منصب القائد العام.

## الاحتجاجات
في نهاية فترة حكم حزب بنغلاديش الوطني، شككت رابطة عوامي في حياد كيه. إم حسن، رئيس القضاة السابق، الذي كان من المقرر أن يصبح كبير المستشارين لحكومة تصريف الأعمال. وبسبب عدم اليقين حول من سيشغل منصب كبير المستشارين قاد أنصار رابطة عوامي الاحتجاجات والعنف ابتداءً من 28 أكتوبر، ما أسفر عن 40 حالة وفاة ومئات الإصابات في الشهر الأول.